# Staurogyne miqueliana
Staurogyne miqueliana är en akantusväxtart som beskrevs av Carl Ernst Otto Kuntze. Staurogyne miqueliana ingår i släktet Staurogyne och familjen akantusväxter. Inga underarter finns listade i Catalogue of Life.